# Gontscharovia
Gontscharovia, monotipski biljni rod iz porodice medićevki smješten u tribus Saturejeae, dio potporodice Nepetoideae. Jedina vrsta je G. popovii, azijski polugrm raširen po Uzbekistanu, Tadžikistanu, Afganistanu, Pakistanu (Chitral) i Indiji (Jammu i Kashmir). otkrivena je i u Iranu.

## Opis
Od svog bliskog saveznika Satureje razlikuje se čaškom s 5 živaca (ne 10-13), golim grlom vjenčića i kljunastim oraščićima.

## Sinonimi
- Micromeria afghanica Freitag; Notes Roy. Bot. Gard. Edinburgh 31(2): 353 (1972)
- Micromeria gontscharovii Vved.; Not. Syst. Herb. Inst. Bot. Acad. Sci. Uzbekistan. 16: 17 (1961) nom. illeg.
- Micromeria popovii (B.Fedtsch. & Gontsch.) Vved.; Fl. Uzbekistan. 5: 404 (1961)
- Satureja popovii B.Fedtsch. & Gontsch.; Trudy Glavn. Bot. Sada 41: 117 (1929)